# Cheiracanthium macedonicum
Cheiracanthium macedonicum là một loài nhện trong họ Miturgidae.
Loài này thuộc chi Cheiracanthium. Cheiracanthium macedonicum được miêu tả năm 1921 bởi Drensky.